# Eriksmåla
Eriksmåla – miejscowość (tätort) w Szwecji, w regionie administracyjnym (län) Kalmar, w gminie Emmaboda.
Według danych Szwedzkiego Urzędu Statystycznego liczba ludności wyniosła: 205 (31 grudnia 2015), 208 (31 grudnia 2018) i 209 (31 grudnia 2019).